# Guillermo Chacón Murillo
Guillermo Chacón Murillo (La Paz, Bolivia, 1941 – 1999) fue un actor, dramaturgo y educador boliviano, reconocido por su aporte al teatro estudiantil y popular en Bolivia. Su obra más destacada es Teatro estudiantil, una recopilación de piezas teatrales breves destinadas a la formación y expresión artística en espacios educativos.

## Biografía
Nacido en la ciudad de La Paz en 1941, Chacón Murillo desarrolló su carrera principalmente en el ámbito del teatro educativo. A lo largo de su vida, se dedicó a la promoción del teatro como herramienta pedagógica y de reflexión social, enfocándose especialmente en contextos escolares.
Falleció en 1999, dejando un legado valioso en el desarrollo de la dramaturgia estudiantil en Bolivia.

## Obra

### Teatro estudiantil
Publicada a finales del siglo XX, Teatro estudiantil reúne varias piezas teatrales breves, escritas con un enfoque didáctico y formativo. Las obras están pensadas para ser representadas por estudiantes de nivel secundario o universitario, abordando temas variados que permiten la reflexión sobre aspectos culturales, sociales y éticos.
El libro ha sido utilizado en colegios e instituciones educativas bolivianas, convirtiéndose en un recurso habitual para fomentar el arte dramático entre los jóvenes.

## Legado
Guillermo Chacón Murillo es considerado uno de los precursores del teatro estudiantil en Bolivia. Su enfoque buscó democratizar el acceso al teatro, haciéndolo más cercano y accesible para niños, adolescentes y jóvenes, mediante textos sencillos pero con profundidad temática.
Su labor ha sido reconocida dentro de círculos teatrales y académicos por su contribución a la formación artística y ciudadana de generaciones escolares.